# St. Augusta (Minnesota)
St. Augusta es una ciudad ubicada en el condado de Stearns en el estado estadounidense de Minnesota. En el Censo de 2010 tenía una población de 3317 habitantes y una densidad poblacional de 42,96 personas por km².

## Geografía
St. Augusta se encuentra ubicada en las coordenadas 45°27′2″N 94°11′46″O / 45.45056, -94.19611. Según la Oficina del Censo de los Estados Unidos, St. Augusta tiene una superficie total de 77.21 km², de la cual 76.81 km² corresponden a tierra firme y (0.52%) 0.4 km² es agua.

## Demografía
Según el censo de 2010, había 3317 personas residiendo en St. Augusta. La densidad de población era de 42,96 hab./km². De los 3317 habitantes, St. Augusta estaba compuesto por el 97.41% blancos, el 0.48% eran afroamericanos, el 0.12% eran amerindios, el 0.69% eran asiáticos, el 0.03% eran isleños del Pacífico, el 0.33% eran de otras razas y el 0.93% pertenecían a dos o más razas. Del total de la población el 0.63% eran hispanos o latinos de cualquier raza.